# Александр Абакумович
Алекса́ндр Абаку́мович, также Абаку́нович или Обаку́нович (?—1372) — новгородский воевода середины XIV века, предводитель ушкуйников. Брат новгородского посадника (с 1394 года) Богдана Абакумовича, родственник посадника Старой Руссы Фомы Абакумовича.

## Детали биографии
В 1364 году во главе крупного отряда новгородцев поднялся по Усе, перевалил через Полярный Урал, спустился по Соби до Оби и прошёл по ней до Обской губы. Другой его отряд поднялся по Щугору, пересёк Северный Урал и по Северной Сосьве добрался до Оби. Территория вверх по Оби до устья Иртыша была присоединена к владениям Новгорода, куда оба отряда вернулись зимой 1364/1365 годов, представив первые документально подтверждённые сведения о «Лукоморье», то есть Нижнем Приобье. Александр Абакумович исследовал не менее 1000 км течения Оби и устье Иртыша. Вместе с другим воеводой Степаном Ляпой основал одни из первых русских поселений за Уралом, в том числе Ляпин городок. Во время этого похода двиняне преградили новгородцам дорогу, но были разбиты на Курье (близ современных Холмогор).
В 1366 году вместе с двумя другими новгородскими боярами — Есифом Варфоломеевичем и Василием Фёдоровичем — возглавлял масштабный (150 судов) грабительский поход ушкуйников на Волгу, организованный «без слова новгородского», то есть как частное предприятие. Новгородцы спустились к Нижнему Новгороду, а затем с Волги прошли в Каму. По сообщению одной низовской летописи они «избиша множество татар, и бесермен, и орман и Новгород Нижнии пограбиша», согласно другой — «много бесермен избиша под Нижним Новымь городом» и четверо «наших». Очередной набег ушкуйников вызвал гнев великого князя Московского Дмитрия Ивановича, и новгородцы были вынуждены направить в Москву посольство, которое договорилось о мире (1367).
В 1372 получил от новгородского веча главное воеводство над ратью, отправленной защищать Торжок от войск тверского князя Михаила Александровича. Вместе с тремя другими знатными новгородцами погиб в бою с тверичами. Тверская летопись сообщает: «В лето 6880. Князь же великий Михайло поиде ратью к Торжку 31 мая. И убиша Александра Абакумовича с други…».

## Археологические свидетельства
В 2012 году в Старой Руссе в так называемом Курортном раскопе были обнаружен целый ряд вислых печатей, в том числе печати посадника Фомы Абакумовича и некоего Александра Абакумовича (датированная последней третью XIV — началом XV века); последний может быть отождествлён с новгородским воеводой. Печать воеводы Александра Абакумовича (Обакуновича) с изображением святого Иоанна находили и ранее, в Новгороде.